# Jorge Francisco Vargas
Jorge Francisco Vargas (* 8. Februar 1976 in Santiago de Chile) ist ein ehemaliger chilenischer Fußballspieler, er spielte auf der Position eines Verteidigers.

## Karriere
Vargas startete seine Karriere in seiner Heimatstadt Santiago beim Club Deportivo Universidad Católica. Hier spielte er insgesamt vier Spielzeiten, ehe er zur Saison 1999/2000 erstmals ins Ausland zu Reggina Calcio in die italienische Serie A wechselte. In seiner zweiten Saison in Reggio Calabria stieg der Verein in die Serie B ab, jedoch gelang in der Folgesaison der direkte Wiederaufstieg. Zur Saison 2003/04 wechselte Vargas in die Toskana zum FC Empoli. Allerdings verließ er Empoli nach nur einer Saison, um zum AS Livorno zu wechseln. In Livorno gelang ihm der Sprung in die Stammelf auf Anhieb, wo er sich insgesamt zwei Jahre behaupten konnte. Zur Saison 2006/07 wechselte er nach Österreich zu Red Bull Salzburg. Für Chile bestritt Vargas bereits 38 Länderspiele. Nach mehreren Eskapaden wurde Vargas von den Salzburgern verabschiedet und kehrte 2008 zum FC Empoli zurück. Zur Saison 2009/10 wechselte Vargas zu AC Spezia Calcio in die Lega Pro Seconda Divisione. Anfang 2010 verließ er den Klub wieder und kehrte in sein Heimatland zurück, wo er bei CD San Luis de Quillota anheuerte. Am Ende der Saison 2010 musste er mit seiner Mannschaft absteigen und schloss sich daraufhin Deportes La Serena an. Dort spielte er zwei Jahre, bis er mit seinem Klub am Ende der Spielzeit 2012 ebenfalls abstieg. Er beendete anschließend seine Laufbahn.
Nach einem Trinkgelage vor dem Viertelfinalspiel der Copa América 2007 gegen Brasilien (1:6) wurde Vargas vom chilenischen Fußballverband für 20 Länderspiele gesperrt.
Darüber hinaus fiel der Chilene im Januar 2008 negativ auf, als er und sein serbischer Teamkollege Saša Ilić zu spät zum Trainingsauftakt der Rückrunde 2008 erschienen.

## Trainerkarriere
Im März 2021 trat Vargas seine erste Trainerstation an und unterschrieb beim italienischen Siebtliga-Klub Vigor Lamezia. Dort blieb er bis Saisonende und ging dann zum Serie-C-Klub Aurora Pro Patria. Im April 2023 verkündete Vargas auf einem Mittelfeldplatz stehend seinen Abschied vom Klub.

## Erfolge
- Einmal chilenischer Meister mit Universidad Catolica 1997
- Einmal österreichischer Meister mit Red Bull Salzburg 2007
- Teilnahme an der Copa América 1999 in Paraguay (4. Platz)
- Teilnahme an der Copa América 2007 in Venezuela (Viertelfinale)